# Josef Rudl
Josef (Joseph) Rudl (26. dubna 1792 Zboží – 19. dubna 1864 Praha) byl český autor, editor a tiskař knih, německé národnosti, působící v Praze. Vydával ilustrované knížky naučné, osvětové, náboženské a mravoučné, v německém i českém jazyce. Tematikou o pražských památkách a pražských svatodušních bouřích roku 1848 přispěl k českému národnímu obrození.

## Život

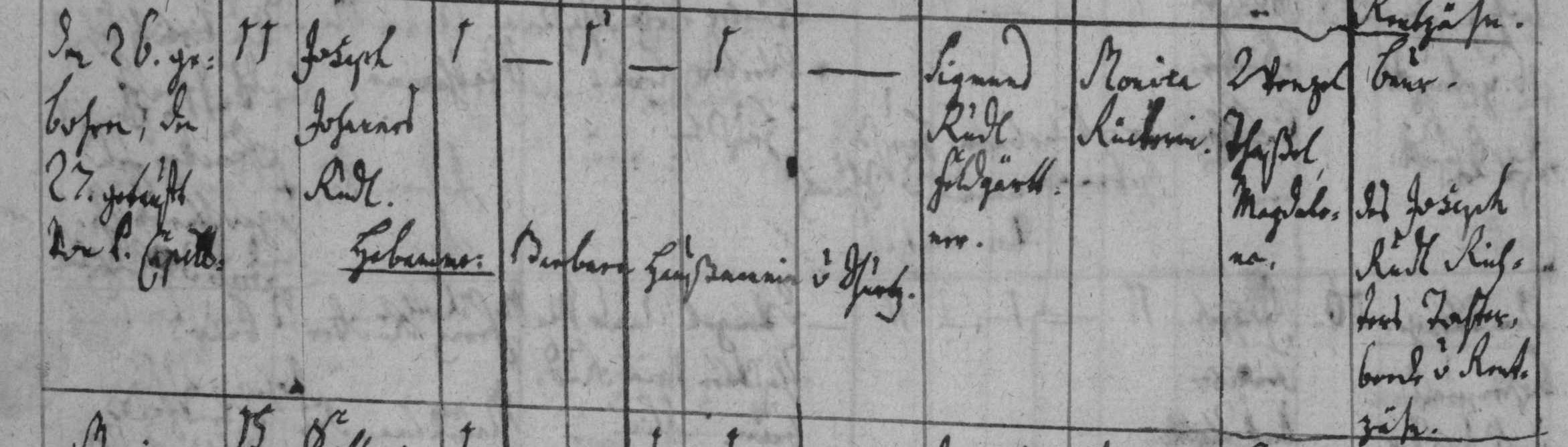
Záznam o křtu, Josef Rudl (Zboží, 1792)

Josef Rudl se narodil ve Zboží v rodině Zikmunda Rudla a jeho manželky Moniky rozené Rückerové, pokřtěn byl jmény Josef Johannes.
Byl dvakrát ženat. Dne 19. dubna 1818 se v Praze na Malé Straně oženil s Annou, rozenou Schweigerovou (* 1792). Druhá manželka se jmenovala Josefa, rozená Paroubková (* 1813). Měli pět dětí. Prvorozený syn Eduard Rudl (1819–1855) se stal staroměstským mědirytcem., syn Josef Rudl mladší (1841–1917) pokračoval v povolání tiskaře a mědirytce. Třetí syn Karel (1853–1917) byl učitelem hudby a skladatelem.
Zemřel na plicní tuberkulózu, pochován byl na Olšanských hřbitovech.

## Dílo

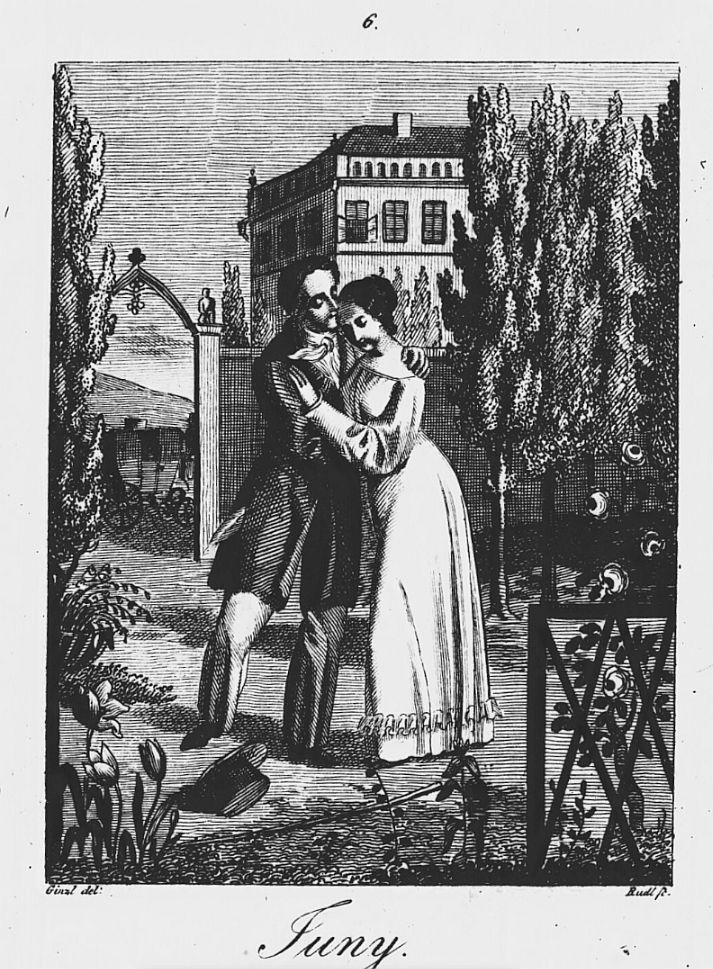
Josef Rudl podle Jakoba Ginzela: Červen, ilustrace knihy, 1829

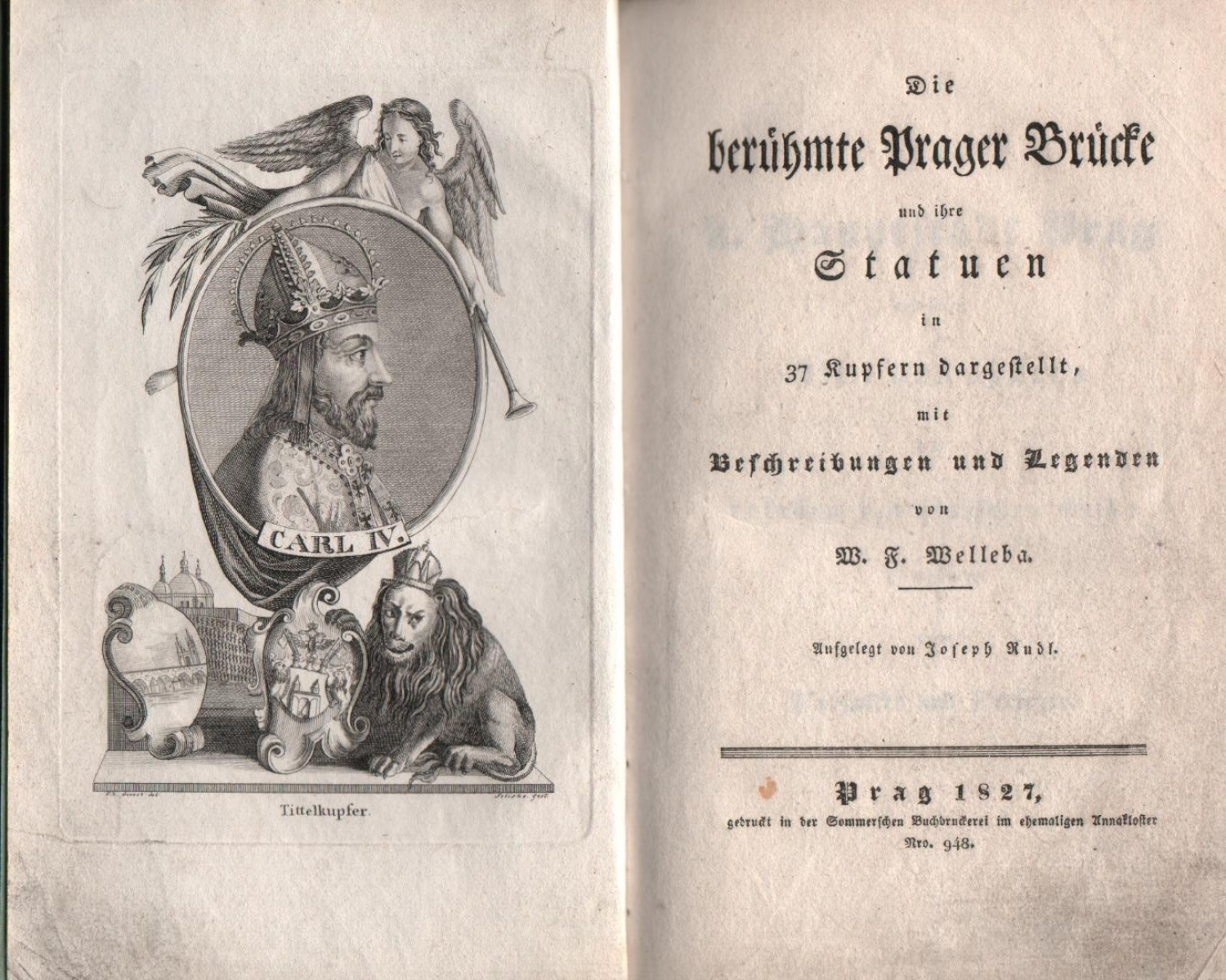
Josef Rudl (vydavatel): Die berühmte Prager Brücke, titulní strana prvního vydání, 1827)

Josef Rudl byl autorem textů, kompilátorem a vydavatelem publikací s hojnými grafickými ilustracemi, které většinou z obrazových předloh Jakuba Ginzela do rytin převáděl grafik Vendelín Želisko. Jeho knížky byly žánrově pestré, od historicko-naučných a osvětových (Karlův most a jeho sochy, šachy), přes náboženské až po etické (pro křesťanské dívky, činnosti rodiny podle měsíců roku). Doprovodné texty jsou převážně v němčině, prozaické i veršované.
- Die berühmte Prager-Brücke und ihre Statuen. Beschreibungen und Legenden von W. F. Welleba. 1. vydání knihy o Karlově mostě, jeho legendách a sochách, s texty Václava Františka Veleby. Praha 1827
- Die berühmte Prager-Brücke und ihre Statuen. Franzens Ketten Brücke. Praha 1846[8], druhé vydání knihy o Karlově mostě a jeho sochách, s upravenými texty, doplněné o kapitolu o Františkově řetězovém mostu, otevřeném pro veřejnost roku 1841.
- Das Jahr des Lebens, eine Sammlung schöner Stellen aus deutschen Dichtern auf alle Tage des Jahres. Rok života, biedermeierská sbírka idylických textů a básní na každý měsíc roku. Praha 1829 [9]
- Moritz Retsch: Die Schachspieler, (Šachista), Praha 1842, s vlastními Rudlovými texty, např. popisem a výkladem alegorického vyobrazení hráčů šachu [10] od německého malíře Moritze Retsche, který žil v letech 1779–1857).[11]

- Nábožná křesťanská Děwečka : přjklad wznessené cnosti w njzkém stawu, aneb, potěssitedlná, poučugjcj knjžka k modlenj pro nábožnou čeládku; Praha 1845; české vydání.
- Barikády Pražské w osudném týdnu swatodussnjm roku 1848; národně obrozenecká publikace o pražských svatodušních bouřích a barikádách v roce 1848; vyšla česky i německy,[12]